# 平措汪阶
平措汪阶（藏語：ཕུན་ཚོགས་དབང་རྒྱལ།，威利转写：phun tshogs dbang rgyal，1921年—），四川巴塘人，中华人民共和国政治人物。
担任西南军政委员会委员，西南民委委员、昌都地区人民解放委员会副主任。1954年，当选第一届全国人民代表大会代表。